# Generalitätslande

Die Republik der Vereinigten Niederlande 1715–1785, an der südlichen Grenze in hellblau die Generalitätslande.

Die Generalitätslande (niederländisch Generaliteitslanden) waren Gebiete, die in der Zeit der Republik der Vereinigten Niederlande unter direkter Kontrolle der Generalstaaten der Niederlande standen.
Im Gegensatz zu den sieben Provinzen (gewesten) – Groningen, Friesland, Overijssel, Gelderland, Utrecht, Holland und Zeeland – hatten sie in der Landesverwaltung kein Mitspracherecht.
Die Generalitätslande waren überwiegend katholische Gebiete, die in einem späteren Stadium des Achtzigjährigen Krieges durch die Truppen der Republik erobert wurden.
Sie sind anschließend auf der Grundlage verschiedener Friedensverträge von den spanischen oder österreichischen Habsburgern an die Niederlande abgetreten worden. Ihr verfassungsrechtlicher Status entsprach in etwa dem der Gemeinen Herrschaften der Eidgenossen. Im 17. und 18. Jahrhundert wurden in den Generalitätslanden zahlreiche Festungen und sonstige Verteidigungsanlagen eingerichtet und unterhalten. Vor allem das Land an Schelde und Maas diente so als befestigtes Aufmarschgebiet in den zahlreichen kriegerischen Auseinandersetzungen der Republik zunächst mit den Spanischen bzw. später Österreichischen Niederlanden, seit dem Barriere-Vertrag von 1715 aber insbesondere zur Verteidigung gegenüber Frankreich.
Die Generalitätslande umfassten:
- Staats-Brabant, ungefähr die heutige Provinz Noord-Brabant (siehe auch Herzogtum Brabant)
- Staats-Vlaanderen, das heutige Zeeuws Vlaanderen (siehe auch Grafschaft Flandern)
- Staats-Overmaas, die Gegend östlich von Maastricht (selten auch Staats-Limburg genannt, siehe auch Herzogtum Limburg)
- Westerwolde und Wedde, der Südosten der heutigen Provinz Groningen, das von 1594 bis 1619 Generalitätsland war
- Staats-Opper-Gelre (Overkwartier), die Gegend um Venlo

Während Niedergeldern als Gelderland Gründungsmitglied der Republik war, blieb Obergeldern (Opper-Gelre) in spanischer Hand. Es wurde im Frieden von Utrecht 1713 aufgeteilt, ein Teil kam als Staats-Opper-Gelre an die Republik (siehe auch Herzogtum Geldern).
Anmerkung: Staats bedeutet in etwa den Generalstaaten zugehörig. Staats-Brabant ist also derjenige Teil von Brabant, der von den Generalständen verwaltet wurde (im Gegensatz zum übrigen Brabant).
Gebiete außerhalb von Europa wurden auch oft im Namen der Generalstaaten beansprucht: Staten Island bei Nieuw Amsterdam (New York) oder Staaten-Insel an der Südküste von Argentinien.
Es gab noch andere Gebiete, die keine Generalitätslande waren und zu keiner der Provinzen (gewesten) gehörten, aber durchaus auf unterschiedliche Art mit der Republik politisch verbunden waren:
- die Landschaft Drenthe
- das Fürstentum Ostfriesland (im 17. Jahrhundert zeitweise unter dem Einfluss der Generalstaaten)
- eine Reihe kleinere Herrlichkeiten:
  - die Grafschaft Lingen
  - die Grafschaft Buren (bei der heutigen Gemeinde Buren)
  - die Freiherrlichkeit Ameland
  - die Herrlichkeit Vianen (bei der heutigen Gemeinde Vianen)
  - die Herrlichkeit Culemborg (bei der heutigen Gemeinde Culemborg)
  - die Grafschaft Leerdam (bei der heutigen Gemeinde Leerdam)
  - die Herrlichkeit Asperen (bei der heutigen Gemeinde Lingewaal)
  - die Baronie IJsselstein (bei der heutigen Gemeinde IJsselstein in der Provinz Utrecht)
  - die Grafschaft Megen (bei der heutigen Gemeinde Oss)
  - die Herrlichkeit Bokhoven (bei der heutigen Gemeinde ’s-Hertogenbosch)
  - das Amt Oeffelt (bei der heutigen Gemeinde Boxmeer)
  - die Baronie Boxmeer (bei der heutigen Gemeinde Boxmeer)
  - die Herrlichkeit Batenburg (bei der heutigen Gemeinde Wijchen)
  - die Herrlichkeit Ravenstein (bei der heutigen Gemeinde Oss)
  - Luyksgestel (Exklave des Hochstifts Lüttich SW von Eindhoven)
  - Land von dem Bergh
  - das Amt Liemers, Huissen, Wehl und Gennep (preußisch)
  - die Kommende Gemert (Deutscher Orden) (bei Gemert)